# Estufa Fria
L'Estufa Fria (in italiano Serra fredda) è una serra composta da tre distinti giardini che si trova nel Parco Eduardo VII a Lisbona.

## Descrizione
L'Estufa Fria misura 1,5 ettari (3,7 acri) ed è composta da tre parti: la serra fredda originale (Estufa Fria), la serra calda (Estufa Quente) e la serra dolce (Estufa Doce).
L'Estufa Fria è la più grande delle tre serre, misura circa 8.100 metri quadrati e ospita specie di azalee e camelie provenienti da tutto il mondo. Il nome deriva dall'assenza di riscaldamento centralizzato dell'edificio originario; le doghe in legno regolano invece la luce solare e proteggono le piante da temperature eccessivamente calde o fredde. L'Estufa Quente occupa circa 3.000 metri quadrati e ospita specie tropicali come caffè e mangifera mentre l'Estufa Doce contiene cactus e altre piante succulente come l'aloe.
L'intero complesso della serra presenta laghetti, cascate e sculture, alcune delle quali opere di famosi scultori portoghesi del XX secolo, tra cui Domingos de Castro Gentil Soares Branco, Leopoldo de Almeida e Pedro Anjos Teixeira.

## Storia
L'Estufa Fria venne costruita nei pressi di una vecchia miniera di basalto abbandona su progetto dell'architetto portoghese Raul Carapinha e aperta nel 1933. Nel 1945 è stata ristrutturata dall'architetto portoghese Francisco Keil do Amaral e nel 1975 sono state aperte le sezioni Estufa Quente ed Estufa Doce, per includere le piante provenienti dalle regioni tropicali ed equatoriali.
Il 29 aprile 2009 l'Estufa Fria originaria è stata chiusa a causa del rischio di crollo della sua struttura in acciaio e ha riaperto nell'aprile 2011 dopo due anni di lavori di ristrutturazione.